# Let Poland be Poland (tv-program)
Let Poland be Poland (Lad Polen være Polen) – tv-program instrueret af Marty Pasetta, realiseret af United States International Communications Agency i samarbejde med USA's forsvarsministerium. Det blev udsendt den 31. januar 1982.

## Historie
Programmet blev set af 185 millioner seere i 50 lande i hele verden. Voice of America forberedte en lydversion på 39 sprog. Programmet blev også udsendt af Radio Free Europe, Radio Liberty og Radio France Internationale.
Lad Polen være Polen er en beretning om begivenhederne den 30. januar 1982. Denne dag blev vedtaget som Den Internationale Dag for Solidaritet med Polen.
Charlton Heston var vært for programmet. I programmet deltog bl.a.: Romuald Spasowski, Zdzisław Rurarz, Adam Makowicz, Czesław Miłosz, Mstisław Rostropowicz, Kirk Douglas, Max von Sydow, James Michener, Henry Fonda, Glenda Jackson, Benny Andersson, Agnetha Fältskog, Anni-Frid Lyngstad, Paul McCartney, Björn Ulvaeus, Orson Welles, Madeleine Albright. Frank Sinatra sang sangen "Ever Homeward" (pol. "Frie Hjerter")  (han sang en del på polsk).
I løbet af programmet kom statsledere og politikere med deres udtalelser. De var bl.a.: USA's præsident Ronald Reagan, Storbritanniens premierminister Margaret Thatcher, Portugals premierminister Francisco Pinto Balsemão, Vesttysklands forbundskansler Helmut Schmidt, Islands statsminister Gunnar Thoroddsen, Belgiens premierminister Wilfried Martens, Japans premierminister Zenkō Suzuki, Italiens premierminister Arnaldo Forlani, Norges statsminister Kåre Willoch, Canadas premierminister Pierre Trudeau, Tyrkiets premierministre Bülent Ulusu, Luxembourgs premierminister Pierre Werner, Spaniens premierminister Adolfo Suárez González, Frankrigs præsidenter François Mitterrand, speaker i Repræsentanternes Hus Tip O’Neill, Senatets majoritetsleder Howard Baker, senator, medlem af Senatets udenrigsudvalg Clement Zablocki.
Politikerne fokuserede på kritik af de autoritære polske myndigheder og myndighederne i Sovjetunionen, udtryk for støtte til den polske nation, solidaritet med de undertrykte og forsikringer om hjælp, herunder materiel hjælp.
Demonstrationer af støtte til polakker fra forskellige byer i verden blev også genudsendt: New York, London, Bruxelles, Tokyo, Lissabon, Sydney, Washington, Toronto, Chicago.
Programmets navn er henvisning til Jan Pietrzaks sang "Lad Polen være Polen".
I Polen blev programmet udsendt for første gang på TVP Historia den 13. december 2011.